# Шведська угода

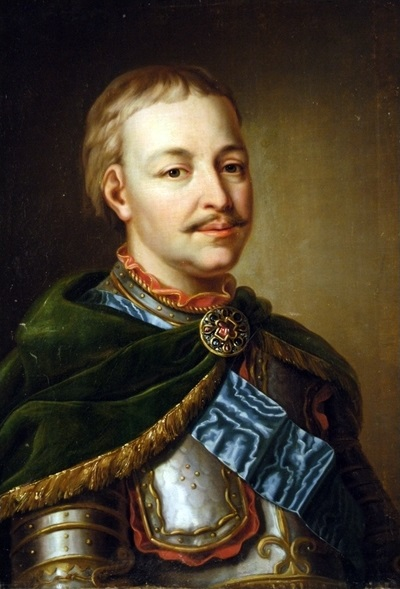
Іван Мазепа

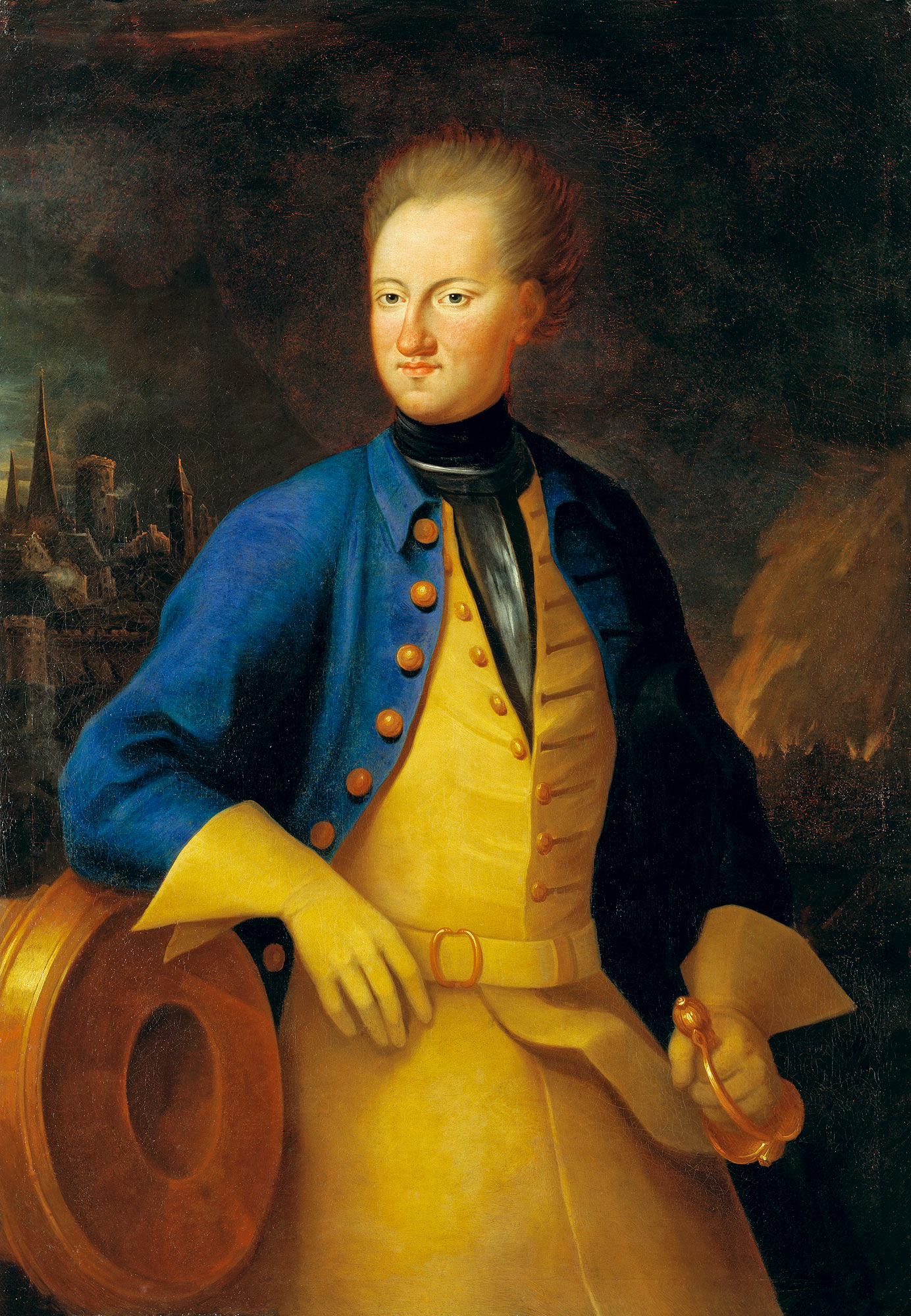
Король Карл XII

Шведська угода, Союзний договір між гетьманом Мазепою, Карлом XII і Запорізькою Січчю — договір, який укладено 1708 між шведським королем Карлом ХІІ і гетьманом України Іваном Мазепою.
За словами Пилипа Орлика (в меморіялі «Déduction des droits de l'Ukraine» — «Вивід прав України», складеному 1712 p.), зміст угоди 1708 р. був такий:
- Україна, і землі до неї прилучені, мають бути вільними й незалежними;
- король шведський зобов'язується оберігати їх від усіх ворогів;
- зокрема, король має вислати туди негайно помічні війська, коли того буде вимагати потреба та коли цього будуть домагатися гетьман та його Стани (Etats);
- усе завойоване на території Московії, але колись належне «руському» (українському) народові, має бути повернене до Князівства українського;
- Мазепа мав бути князем українським або гетьманом довічним;
- після його смерті Генеральна Рада («Стани») мала обрати нового гетьмана;
- король шведський не має права привласнювати собі ні титулу, ні герба Князівства Українського;
- для забезпечення цієї угоди і в інтересах безпеки (шведського війська) на території України на весь час війни передаються шведам міста Стародуб, Мглин, Батурин, Гадяч і Полтава.

Оригінал угоди не зберігся.